# تششمهبهن فري دون (مقاطعة غيلانغرب)
تششمهبهن فري دون (بالفارسية: چشمه‌پهن فری دون) هي قرية تقع في كرمانشاه في إيران. يقدر عدد سكانها بـ 204 نسمة .